# За шепа долари
„За шепа долари“ (на италиански: Per un pugno di dollari) е западногерманско-италиано-испански игрален филм, уестърн на италианския кинорежисьор Серджо Леоне, заснет през 1964 г.
Сюжетът, заимстван от филма на Акира Куросава „Телохранител“ („用心棒“, 1961), разказва за циничен стрелец, който пристига в градче, контролирано от две враждуващи престъпни банди, и, възползвайки се умело от противопоставянето между тях, успява да ги ликвидира. Главните роли се изпълняват от Клинт Истууд, Джан Мария Волонте, Хосе Калво, Мариане Кох. Музиката е на Енио Мориконе.
„За шепа долари“ е първият филм от трилогията включваща филмите „За няколко долара повече“ (1966) и „Добрият, лошият и злият“ (1966).